# Sílvio Romero (poeta)
Sílvio Vasconcelos da Silveira Ramos Romero (Vila do Lagarto, 21 de abril de 1851 — Río de Janeiro, 18 de junio de 1914) fue un crítico literario, poeta, ensayista, filósofo, académico y político brasileño. Fue miembro de la Academia Brasileña de Letras.

## Obras

### Poesía
- Cantos do fim do século, 1878
- Cantos populares do Brasil, 1883
- Últimos harpejos, 1883
- Uma esperteza, 1887
- Parnaso Sergipano, 1889
- Folclore brasileiro, 1897

### Otras
- A filosofia no Brasil, ensayo, 1878
- Interpretação filosófica dos fatos históricos, tesis, 1880
- Introdução à história da literatura brasileira, 1882
- O naturalismo em literatura, 1882
- Ensaios de crítica parlamentar, 1883
- Estudos de literatura contemporânea, 1885
- Estudos sobre a poesia popular do Brasil, 1888
- Etnografia brasileira, 1888
- História da literatura brasileira (2 volúmenes), 1888
- A filosofia e o ensino secundário, 1889
- A história do Brasil ensinada pela biografia de seus heróis, 1890
- Os novos partido políticos no Brasil e o grupo positivista entre eles, 1892
- Parlamentarismo e presidencialismo na República: Cartas ao conselheiro Rui Barbosa, 1893
- Ensaio de Filosofia do Direito, 1895
- Machado de Assis, 1897
- Novos estudos de literatura contemporânea, 1898
- Ensaios de sociologia e literatura, 1901
- Martins Pena, 1901
- Parnaso sergipano (2 volúmenes: 1500-1900 y 1899-1904), 1904
- Evolução do lirismo brasileiro, 1905
- Evolução da literatura brasileira, 1905
- Compêndio de história da literatura brasileira (en colaboración con João Ribeiro), 1906
- Discurso recebendo Euclides da Cunha na ABL, 1907
- Zeverissimações ineptas da crítica, 1909
- Da crítica e sua exata definição, 1909
- Provocações e debates, 1910
- Quadro sintético da evolução dos gêneros na literatura brasileira, 1911
- Minhas contradições (con prefacio de Almáquio Dinis), 1914